# Per-Arne Ehlin
Ola Per-Arne Ehlin, född 18 november 1942 i Ål, Dalarna, död 20 juni 2021, var en svensk filmregissör, manusförfattare och TV-producent.
Ehlin gick 1963–1966 på Fotoskolan i Stockholm (Christer Strömholm) och 1968 producentkurs på SVT, därefter omväxlande frilans och anställd på SVT till 2010.[källa behövs] Från mitten av 1970-talet sysslade han mest med dubbning av barnfilm.[källa behövs] Mest känd och uppskattad blev han för kortfilmerna om Sprejp (namnet betyder tejp i sprayförpackning och är stulet från studenttidningen Blandaren).[källa behövs]

## Filmografi

### Regi i urval
- 1965 – Sprejp med cykeln
- 1965 – I Sprejps drömvärld
- 1966 – The Sprejp  (med Mascots)
- 1967 – Tjejer är väl dumma, sa Sprejp
- 1968 – Ava & Snorre
- 1968 – Un clochard
- 1971 – Sprejp (serie i 5 delar)
- 1973 – Håll alla dörrar öppna

### Dialogregi
- 1989 – Resan till Melonia (regi Per Åhlin)

### Översättning och dialogregi (långfilmer)
- 1986 – Samson & Sally
- 1986 – Katy
- 1987 – When the wind blews
- 1988 – Folk och rövare i Kamomilla stad
- 1988 – Momo (översättning)
- 1990 – Änglahund
- 1991 – Katy på nya äventyr
- 1991 – Rock-A-Doodle  (översättning)
- 1991 – Fågelkriget

### Foto
- 1966 – Myten (B-foto) (regi: Jan Halldoff)
- 1968 – Ava & Snorre

### Roller i urval
- 1973 – Håll alla dörrar öppna
- 1974 – De tre från Haparanda (TV-serie)
- 1976 – Förvandlingen
- 1979 – Katitzi (TV-serie)
- 1983 – Panik i butiken
- 1984 – Erotikens vänner

### Fotnoter
1. ↑  Dödsannons i Svenska Dagbladet, 12 augusti 2021, sid. 30
2. ↑  https://www.svd.se/dodsannonser#/Case/733164
3. ↑  ”Per-Arne Ehlin”. http://www.sfi.se/sv/svensk-filmdatabas/Item/?type=PERSON&itemid=69994&ref=%2ftemplates%2fSwedishFilmSearchResult.aspx%3fid%3d1225%26epslanguage%3dsv%26searchword%3dehlin%26type%3dPerson%26match%3dBegin%26page%3d1%26prom%3dFalse. Läst 4 mars 2013.